# Джованні Фанелло
Джованні Фанелло (італ. Giovanni Fanello, нар. 21 лютого 1939, Піццо) — італійський футболіст, що грав на позиції нападника.
Виступав, зокрема, за клуб «Наполі», а також олімпійську збірну Італії.

## Клубна кар'єра
Народився 21 лютого 1939 року в місті Піццо. Вихованець юнацької команди «Піццо» з рідного міста, з якою він грав в регіональних лігах Калабрії у 1953-1957 роках.
У професійному футболі дебютував 1958 року виступами за команду «Катандзаро», з якою в першому сезоні виграв групу Б Серії С і вийшов з командою до Серії В, де у наступному сезоні забив 15 голів і став найкращим бомбардиром команди. 
1960 року, після вдалого виступу на Олімпіаді, Фанелло за 40 млн. лір був придбаний «Міланом», але відразу був відданий в оренду до «Алессандрії» в обмін на Джанні Ріверу. З п'ємонтцями Фанелло у сезоні 1960/61 виграв звання найкращого бомбардира Серії В, встановивши рекорд — 26 м'ячів в 37 іграх (рекорд тримався 38 років, покине був побитий Марко Ферранте в сезоні 1998/99). 
В кінці сезону Фанелло покинув «Алессандрію» і повернувся в «Мілан», який продав його в «Наполі» за 150 млн лір. Неаполітанці в першому ж сезоні 1961/62 зайняли друге місце в Серії В і вийшли в еліту, а також виграли Кубок Італії. Це дозволило клубу і Джовані наступного року дебютувати у Кубку володарів кубків УЄФА, в якому Фанелло забив 3 голи, а італійська команда дійшла до чвертьфіналу.
1963 року, коли «Наполі» вилетіло в Серію В, Фанелло перейшов в «Катанію», забивши за сезон п'ять м'ячів в 35 матчах, після чого повернувся в «Наполі», якому у сезоні 1964/65 знову допоміг вийти в Серію А, але наступного року в еліті грав знову за «Катанію», яку не зміг врятувати від вильоту і влітку 1966 року перейшов у «Торіно», де майже не грав.
Завершив професійну ігрову кар'єру у «Реджяні», за яку виступав протягом 1967—1970 років у Серії В. Загалом за свою кар'єру він провів в цілому 80 матчів і забив  17 голів в Серії А і 218 матчів і 71 голів в Серії В.

## Виступи за збірну
1960 року захищав кольори олімпійської збірної Італії на домашньому турнірі в Римі. У складі цієї команди провів 2 матчі, забив 1 гол.

## Титули і досягнення
- Володар Кубка Італії (1):

«Наполі»: 1961–1962
- Найкращий бомбардир Серії В: 1960-61 (26 голів)